# 赤い糸 (山猿の曲)
『赤い糸』（あかいいと）は、日本のシンガーソングライター・山猿の9作目（通算11作目）のデジタルシングル。

## 概要
- 前作『幸せのありか』から1か月でのデジタルシングルにして、アルバム『あいことば4』からの先行シングル。
- レコチョク邦楽ヒップホップ/R&B/レゲエチャートにてデイリー首位を獲得した[1]。

## 収録曲
1. 赤い糸 [5:06]
作詞・作曲：山猿
編曲：soundbreakers
シングルとしては久々となる打ち込みを多用した楽曲。

## 参加ミュージシャン
- 山猿：Vocal

Additional Musician
- soundbreakers：Programming

## 収録アルバム
- あいことば4